# Нічия донька Хевон
Нічия донька Хевон (кор.: хангиль: 누구의 딸도 아닌 해원, НЛ: Nugu-ui ttal-do anin Haewon) — південнокорейська драма 2013 року, сценарист і режисер Хон Сан Су. Розповідь ведеться у форматі щоденника та описує кілька днів із життя молодої жінки (Чон Инчхе), яка впадає в депресію після від'їзду її матері до Канади. Вона повертається до проблемного роману з професором (Лі Сон Гюн), який пропонує її вивезти.